# Schwarzenbach an der Pielach
Schwarzenbach an der Pielach è un comune austriaco di 367 abitanti nel distretto di Sankt Pölten-Land, in Bassa Austria.